# 岐阜県道257号川合垂井線
岐阜県道257号川合垂井線（ぎふけんどう257ごう かわいたるいせん）は、岐阜県揖斐郡揖斐川町春日川合から同県不破郡垂井町に至る一般県道である。

## 概要

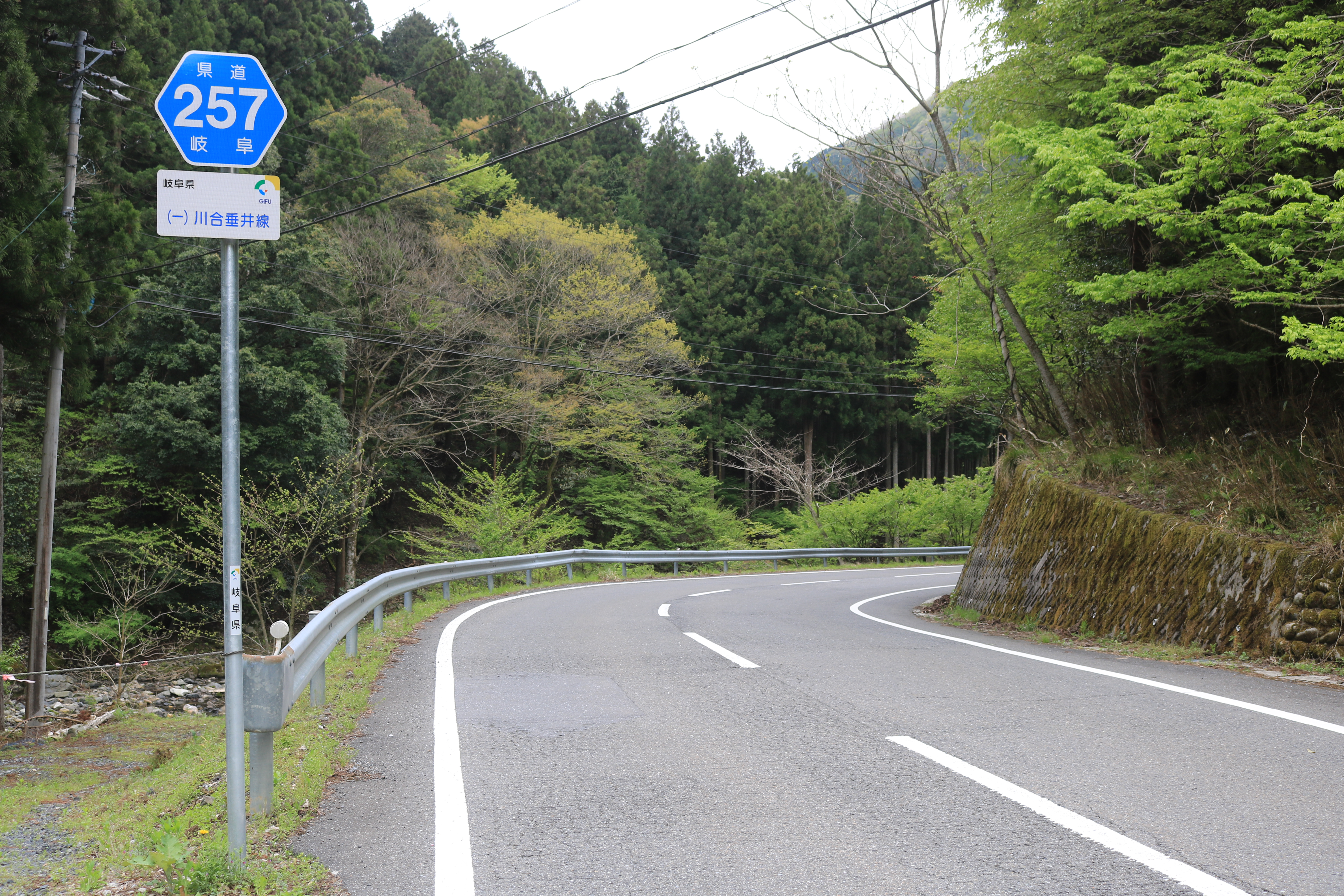
岐阜県道257号川合垂井線、揖斐郡揖斐川町春日川合にて

岐阜県揖斐郡揖斐川町春日川合の岐阜県道32号春日揖斐川線交点が起点。起点から長谷川に沿って概ね南へ向かう。岩手峠に差し掛かるが、車両では県道指定されている垂井方面に進めない。尾根伝いに関ケ原方面と池田山方面には進める。ダート道を進むと明神湖付近からは車両で通行できる。岩手川、相川に沿い垂井町中心部方面に南西に進む。相川にかかる御幸橋を渡り、旧中山道との交差点にある南宮大社の鳥居をくぐる。JR東海道本線をオーバーパスし、岐阜県不破郡垂井町の御所野交差点（国道21号交点）が終点。
揖斐川町と垂井町を結ぶ路線である。両町境の峠（岩手峠）付近に車両通行不能区間がある。沿線の揖斐川町春日川合の古屋地区から西に入った伊吹山麓の笹叉地区に、岐阜県天然記念物の「笹又の石灰質角礫巨岩」がある。このような岩が君が代の歌詞のモデルになったという主張もあり、付近は「さざれ石公園」として整備されている。また垂井町岩手地区には戦国時代の軍師竹中重治の子重門が構えた竹中氏陣屋（岩手陣屋）跡があり、石垣・堀・櫓門などが残っており、近くには竹中重治の墓がある。垂井町中心部は旧中山道の垂井宿にあたり、中山道と県道257号が交差する交差点には南宮大社の鳥居があり、同所以南は南宮大社の参道としての役割も果たす。鳥居の近くの玉泉寺には垂井町の名前の元になったといわれる、垂井の泉がある。

### 路線データ

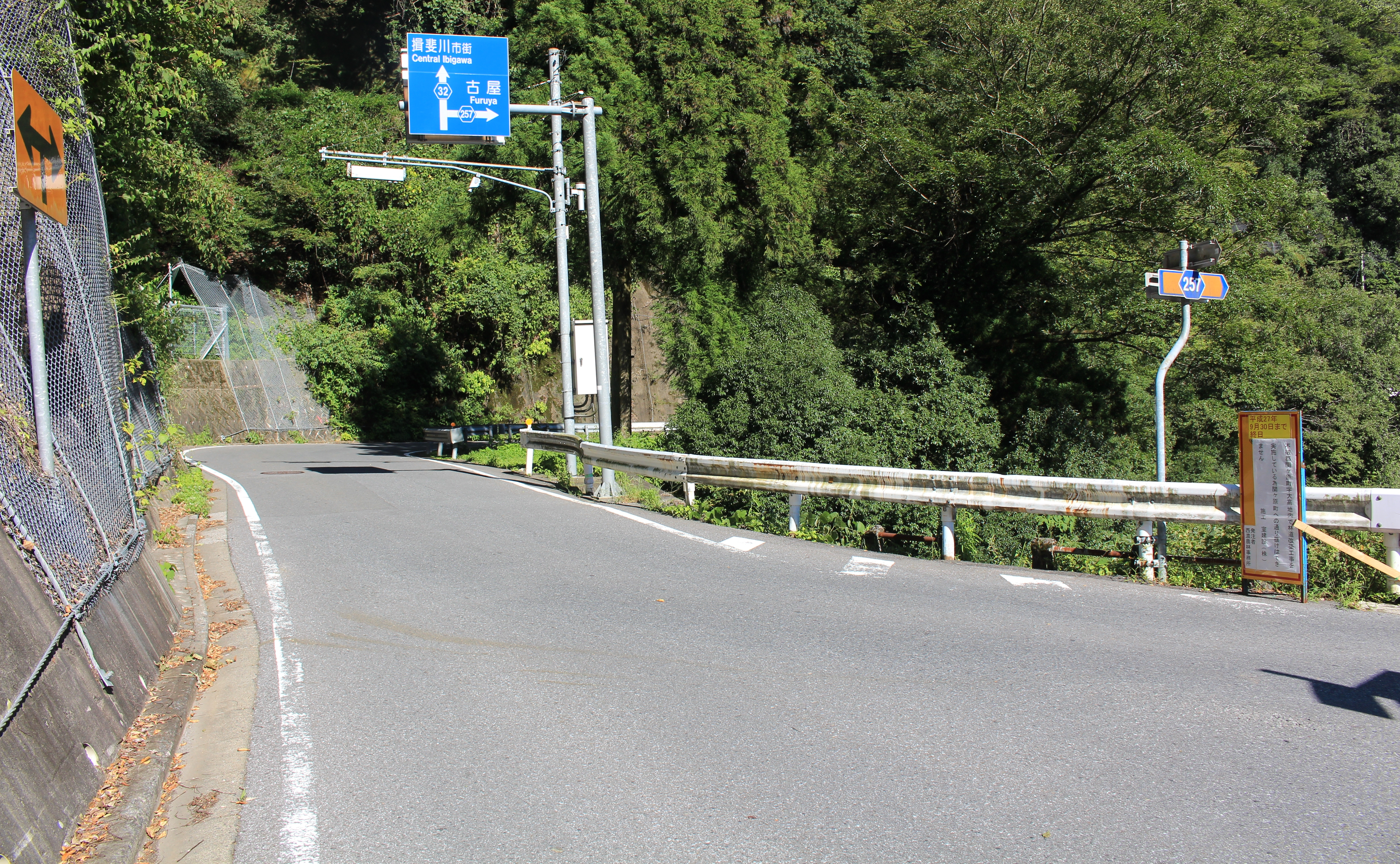
起点となる岐阜県道32号春日揖斐川線との交点、揖斐郡揖斐川町春日川合にて

岐阜県法規集に基づく起終点および経過地は次のとおり
- 起点：揖斐郡揖斐川町春日川合（＝岐阜県道32号春日揖斐川線交点）
- 終点：不破郡垂井町（御所野交差点＝国道21号交点、岐阜県道234号垂井停車場線終点）
- 重要な経過地：なし
- 路線延長：19.440km[要出典]

## 歴史
- 1977年（昭和52年）2月27日 - 認定[2]

## 地理

### 通過する自治体

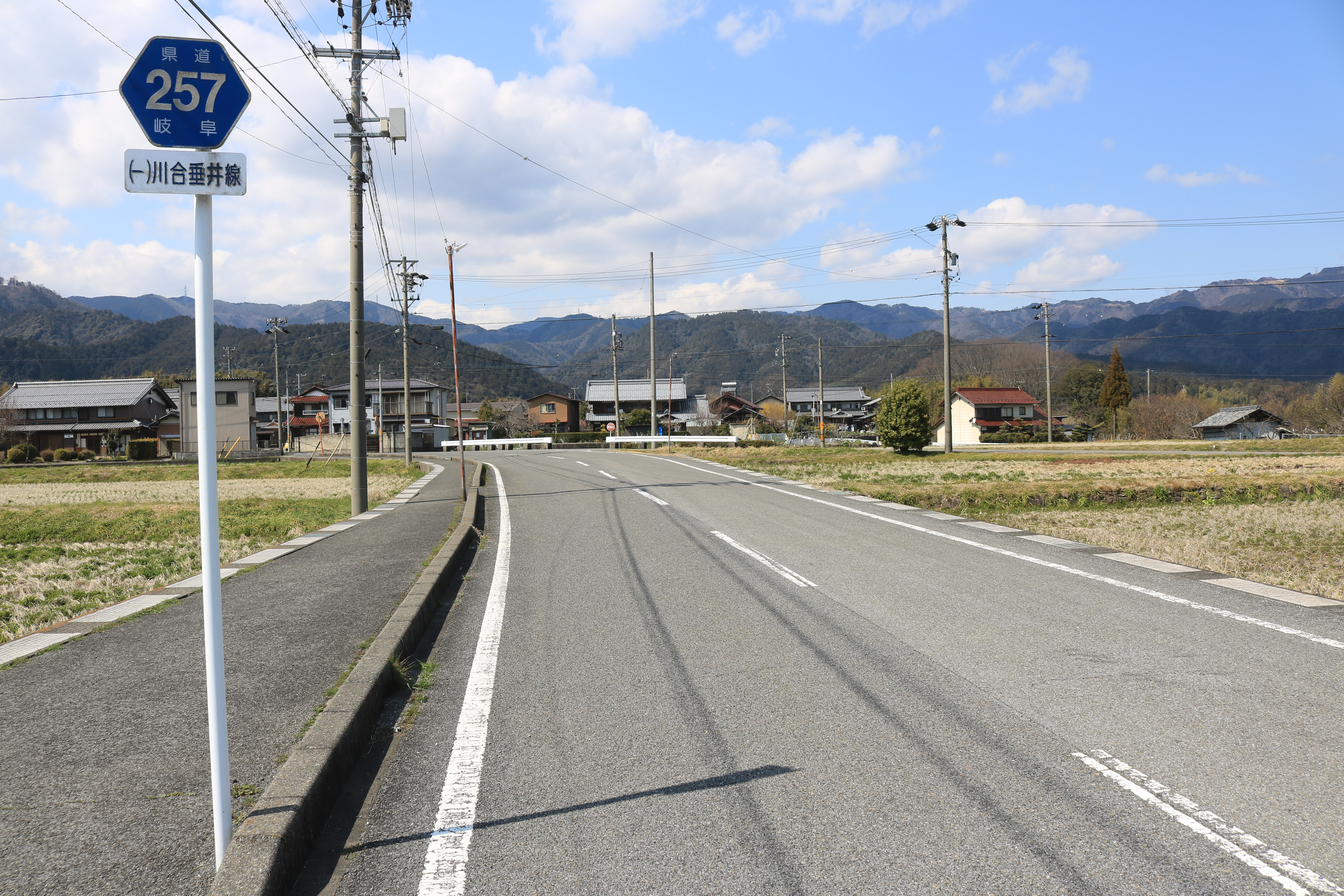
岐阜県道257号川合垂井線、不破郡垂井町岩手にて

- 岐阜県
揖斐郡揖斐川町 -  不破郡垂井町

### 交差する道路
揖斐郡揖斐川町
- 岐阜県道32号春日揖斐川線：春日川合（起点）

（この間不通区間）
不破郡垂井町
- 岐阜県道53号岐阜関ケ原線：長畑交差点 - 岩手（重複）
- 岐阜県道234号垂井停車場線：垂井 - 御所野交差点（重複）
- 国道21号：御所野交差点（終点）

### 沿線
- 揖斐川町立春日小学校
- 垂井町立岩手小学校（竹中氏陣屋跡）
- 垂井町立垂井小学校
- 垂井宿（旧中山道）
- 垂井町役場
- JR東海道本線 垂井駅
- 南宮大社